# Pedro Saúl Pérez
Pedro Saúl Pérez (c. 1953 – 1 de octubre de 2007) fue un abogado dominicano, defensor de los derechos de los inmigrantes dominicanos en Puerto Rico. Pérez fue el fundador y presidente del Comité Dominicano por los Derechos Humanos de Puerto Rico.
Residente legal de Puerto Rico durante casi 40 años, Pedro Saúl Pérez se ganaba la vida como taxista, pero dedicaba el resto de su tiempo a defender los derechos de los dominicanos residentes en Puerto Rico. Muchos residentes dominicanos de la isla se quejan de la persistente discriminación por parte de la mayoría puertorriqueña. Una de las mayores victorias legales de Pérez fue su capacidad para convencer a las autoridades dominicanas de que investigaran la muerte de un inmigrante indocumentado dominicano durante una redada policial puertorriqueña en la década de 1990. Pérez también lideró la oposición a un impuesto propuesto a las remesas enviadas a la República Dominicana por los residentes dominicanos en la isla. La propuesta fue finalmente derrotada.
Pedro Saúl Pérez tenía 54 años cuando falleció de un aparente infarto mientras caminaba por una calle de San Juan, la capital de Puerto Rico. Sus restos fueron repatriados para su entierro en el Cementerio Cristo Salvador de Santo Domingo, acompañados por su esposa e hijo, en la República Dominicana.